# باول مورتيمر
باول مورتيمر (بالإنجليزية: Paul Mortimer)‏ (8 مايو 1968 في المملكة المتحدة - ) هو لاعب كرة قدم بريطاني في مركز الوسط. شارك مع منتخب إنجلترا تحت 21 سنة لكرة القدم. أما مع النوادي، فقد لعب مع أستون فيلا وتشارلتون أثلتيك وكريستال بالاس ونادي بريستول سيتي ونادي برينتفورد ونادي فارنبوروه.

## وصلات خارجية
- باول مورتيمر على موقع قاعدة بيانات كرة القدم.إي يو (الإنجليزية)
- باول مورتيمر على موقع Soccerbase.com (لاعب) (الإنجليزية)
- باول مورتيمر على موقع عالم كرة القدم.نت (الإنجليزية)